# Mikulovice (Morávia do Sul)
Mikulovice é uma comuna checa localizada na região de Morávia do Sul, distrito de Znojmo.